# 유우 (초왕)
초왕 유우(楚王 劉紆, ? ~ ?)는 중국 전한의 황족·제후왕으로 마지막 초왕이다. 초사왕 유연의 아들이다.

## 행적
아버지가 건평 4년(기원전 3년)에 죽자 그 뒤를 이어 초왕이 되었다.
초왕 유우 10년(8년), 왕망이 전한을 멸하고 신나라를 세우면서 공으로 폄작되었고, 이듬해 봉국이 폐지되면서 작위를 잃었다.
친어머니를 일찍 여읜 유우는 동복동생인 원향후 유평(原鄕侯 劉平)을 제 자식인 것처럼 손수 키웠고, 식사와 잠자리를 함께하였으며 유평이 장성하고 나서도 늘 곁에 두었다. 훗날 유평이 병들어 죽자 유우는 피를 토하며 곡하였고, 몇 달 후 자신도 죽었다.

## 가계
- 초사왕 유연 (아버지)
  - 초왕 유우
    - 유반 (아들)

유반은 후한 건국 후 거소후(居巢侯)에 봉해졌다.